# Serge Brindeau
Pour les articles homonymes, voir Brindeau.
Serge Constant Brindeau (Le Mans, 30 avril 1925 - Paris 20e, 27 avril 1997) est un poète français.

## Biographie
Il fait ses études primaires et secondaires au Mans, puis une khâgne au lycée Louis-le-Grand et choisit comme thème de son diplôme d'études supérieures la Volonté chez Pascal.
Il enseigne la philosophie au lycée Albert-Schweitzer du Raincy, où il rencontre Jacques Arnold. 
Il collabore à de nombreuses revues comme Les Hommes sans épaules, Iô, Le Pont de l'Épée... Il donne des conférences en l'honneur de poètes francophones contemporains en Allemagne, en Israël, au Japon et intervient sur le même thème dans des colloques universitaires.
En 1964, il signe avec Jean Breton Poésie pour vivre, le manifeste de l'homme ordinaire (La Table Ronde, 1964 ; réédition Le Cherche-midi éditeur, 1982).
En 1969, il travaille au comité de rédaction de la revue Poésie I.
En 1973, il publie La Poésie contemporaine de langue française depuis 1945, une anthologie critique d'un millier de pages. 

### Distinctions
- En 1984, prix Foulon-de-Vaulx de la Société des Gens de Lettres pour l'ensemble de son œuvre
- Chevalier de l'ordre des Arts et des Lettres.

Son nom a été donné en 2007 à une rue de sa ville natale, Le Mans.

## Œuvres

### Études
- « Luc Bérimont poète de la réalité sensible », dans Marginales, février 1967, no 112, p. 24-27.

### Ouvrages de poésie
- L'Ordre des mots, Millas Martin, 1954
- Mentions marginales, Les Hommes sans épaules, 1954
- Soleils en biais, Chambelland, 1962
- Poèmes pour quelque temps, Millas Martin, 1968
- Où va le jour, Chambelland, 1968
- Quand nous parlons à peine, Éditions des Prouvaires, 1979
- Le toit résiste, L'Harmattan, 1995
- Empreintes d'un parcours, Les Amis de la Poésie, 1997

### Direction d'anthologie
- La Poésie contemporaine de langue française depuis 1945, éditions Saint-Germain-des-Prés, 1973

## Études et dossiers
- Serge Brindeau, autoportrait, in Jointure (revue littéraire) numéro 12, hiver 1986, 11 pages sous sa signature
- Serge Brindeau, les mains et le langage, par Paule Brindeau, in Jointure (revue littéraire) numéro 89, printemps 2009